# Maryse Goudreau
Maryse Goudreau est une photographe et une artiste née à Campbellton (Nouveau Brunswick) en 1980. Elle habite à Escuminac, en Gaspésie (Québec).

## Biographie
Diplômée de l’Université Concordia, la pratique artistique de Maryse Goudreau a évolué entre la photographie, le livre d'art, la vidéo, la sculpture, les installations sonores et la performance. 
Maryse Goudreau et ses voisins découvrent un tank et en 2015, elle décide de proposer une performance artistique autour de cette découverte qui se nomme le Festival du tank d'Escuminac – première et dernière édition
En 2016, l'artiste publie Histoire sociale du béluga qui représente à la fois une pièce de théâtre et un livre d'artiste. En 2020, l'artiste publie La Conquête du béluga qui rassemble des transcriptions de débats de la Chambre des communes du Canada traitant du béluga entre 1876 et 2019. Cette fascination autour du béluga s'inscrit dans sa démarche depuis 2012.
En 2012, SAGAMIE édition d'art publie la monographie L'Appel, première monographie consacrée à Maryse Goudreau, L’Appel retrace le parcours de trois années de création engagée par l’artiste au cœur de sa région d’origine, la Gaspésie, et dans les régions alentour au Nouveau-Brunswick et au Bas-Saint-Laurent. Au fil de ses recherches, les quais maritimes des villages se sont imposés comme un terrain emblématique pour une approche artistique et participative. Elle y propose une réflexion sur l’importance du lieu de cohésion sociale que représentent les quais dans ces communautés littorales. Ce livre révèle le tournant social que prend le travail de l’artiste et sa tendance à ouvrir le dialogue sur les notions d’identité et de patrimoine. Couvrant 9 quais et plusieurs projets d’ampleur, L’Appel réunit ces différentes interventions pour questionner l’identité d’une population qui tourne le dos à sa dimension atlantique. La désuétude, voire la disparition de plusieurs quais du littoral canadien, liées à la politique d’abandon du gouvernement, forment une analogie avec les procédés photographiques qui s’éteignent au XXIe siècle et que l’artiste réintègre directement sur les lieux. Posant un regard sociologique, les auteurs Michel Campeau, Adrienne Luce, Guy Sioui Durand et Pablo Rodriguez abordent les intentions qui ont guidé chacune des interventions artistiques, installations et œuvres in situ dont la photographie est le point de départ essentiel.

## Musées et collections
- Musée des beaux-arts de Montréal[9]
- Musée régional de Rimouski
- Musée d’art contemporain de Baie-Saint-Paul
- Collection Prêt d'œuvres d'art (CPOA) Musée national des beaux-arts du Québec[10]
- Musée de la Gaspésie
- Collection de la Ville de Montréal

## Expositions et diffusions
2023: exposition individuelle Dans l’œil du béluga, Forman Gallery, Université Bishop, Lennoxville
2021-2023: spectacle Feu de forêt, crée avec Safia Nolin, festival Bleu Bleu; OFFTA, festival international de cinéma et d’art Les Percéides; Furies, Festival de danse contemporaine
2021: participation à la 17e édition de MOMENTA Biennale de l'image : Quand la nature ressent, Sensing Nature, Montréal
2020: exposition collective sur les différentes approches de l'écologie, Musée des beaux-arts de Montréal
2020: Foire en art actuel de Québec
2019: exposition Speculating futures, Biennale de Venise
2019: expérience sonore immersive «Dans le ventre de la baleine», festival international de cinéma et d’art Les Percéides

2018: Mise au monde, Dazibao, Montréal
2014: participation à une table ronde sur marché de la photographie avec Bertrand Carrière et exposition Diapositive volatile et autres troubles, Rencontres internationales de la photographie en Gaspésie

## Prix
2020: Artiste de l’année en Gaspésie, lauréate du Conseil des arts et des lettres du Québec.
2017: Prix Lynne Cohen (photographie contemporaine), Musée national des beaux-arts du Québec.

## Publications
Maryse Goudreau, La Conquête du béluga, livre d’artiste, Les Éditions Escuminac, 2020.
Maryse Goudreau, Histoire sociale du béluga, livre d’artiste, Les Éditions Escuminac, 2016.
Guy Sioui Durand, L’art politique, Nouvelles ruses et anarchie, Manif d’art – la biennale de Québec, Résistance – Et puis, nous avons construit de nouvelles formes, 2014.
Pablo Rodriguez, Guy Sioui Durand, Adrienne Luce, Michel Campeau, Maryse Goudreau : L’appel / The Call,  SAGAMIE Édition d’art, 2012.

## Filmographie
2017: Mise au monde, 23 minutes
2016: Festival du tank d’Escuminac-première et dernière édition, 58 minutes